# Anas
Anas es un género de aves anseriformes de la familia Anatidae, el más nutrido en especies de la familia. Incluye treinta y dos especies de ánades, cercetas y silbones, que habitan en agua dulce y, por lo general, solo sumergen la cabeza y el cuello en busca de alimento; no se zambullen ni nadan por debajo de la superficie, por lo que también son llamados “patos de superficie”.

## Especies
El género Anas incluye las siguientes especies:
- Anas acuta
- Anas sparsa Eyton, 1838 – pato negro africano;
- Anas undulata Dubois, CF, 1838 – pato de pico amarillo;
- Anas melleri Sclater, PL, 1865 – pato de Meller;
- Anas superciliosa Gmelin, JF, 1789 – pato negro del Pacífico;
- Anas laysanensis Rothschild, 1892 – pato de Laysan;
- Anas wyvilliana Sclater, PL, 1878 – pato de Hawái;
- Anas luzonica Fraser, 1839 – pato filipino;
- Anas poecilorhyncha Forster, JR, 1781 – ánade picopinto indio;
- Anas zonorhyncha Swinhoe, 1866 – ánade picopinto chino;
- Anas platyrhynchos Linnaeus, 1758 – ánade real;
- Anas fulvigula Ridgway, 1874 – pato moteado;
- Anas rubripes Brewster, 1902 – ánade sombrío;
- Anas diazi Ridgway, 1886 – pato mexicano;
- Anas capensis Gmelin, JF, 1789 – cerceta de El Cabo;
- Anas bahamensis Linnaeus, 1758 – pato gargantilla;
- Anas erythrorhyncha Gmelin, JF, 1789 – pato de pico rojo;
- Anas georgica Gmelin, JF, 1789 – pato maicero;
- Anas eatoni (Sharpe, 1875) – pato de Eaton;
- Anas acuta Linnaeus, 1758 – pato rabudo;
- Anas crecca Linnaeus, 1758 – cerceta común;
- Anas carolinensis Gmelin, JF, 1789 – cerceta americana;
- Anas flavirostris Vieillot, 1816 – pato barcino;
- Anas andium (Sclater, PL & Salvin, 1873) – pato serrano;
- Anas gibberifrons Müller, S, 1842 – cerceta gris;
- Anas albogularis (Hume, 1873) – cerceta de Andamán;
- †Anas theodori Newton, E & Gadow, 1893 – pato de Mauricio;
- Anas gracilis Buller, 1869 – cerceta gris;
- Anas castanea (Eyton, 1838) – cerceta castaña;
- Anas bernieri (Hartlaub, 1860) – cerceta malgache;
- Anas chlorotis Gray, GR, 1845 – cerceta parda;
- Anas aucklandica (Gray, GR, 1844) – cerceta maorí;
- Anas nesiotis (Fleming, JH, 1935) – cerceta de Campbell.